# Bill George
William J. George (Waynesburg, Pensilvania, 27 de octubre de 1929 – Rockford, Illinois, 30 de septiembre de 1982), más conocido como Bill George, fue un jugador profesional estadounidense de fútbol americano que se desempeñó en la posición de linebacker en la National Football League (NFL). Es miembro del Salón de la Fama del Fútbol Americano Profesional.

## Carrera
George jugó como profesional catorce temporadas en Chicago Bears (1952-1965), después pasó a Los Angeles Rams, donde jugó una temporada (1966), y fue el equipo en el que se retiró.

## Reconocimiento
El 27 de julio de 1974, ingresó como miembro al Salón de la Fama del Fútbol Americano Profesional.